# Copa Intertoto 1993
La Copa Intertoto 1993 es la 33.ª edición de este torneo de fútbol a nivel de clubes de Europa. Participaron 40 equipos de países miembros de la UEFA.
No hubo un campeón definido en vista de que el torneo solamente consistía en una fase de grupos, en la que el ganador de cada grupo ganó la copa, pero se considera al Trelleborgs FF de Suecia y al Slavia Praga de la República Checa como los campeones del torneo debido a que fueron los que tuvieron el mejor desempeño durante el torneo.

## Fase de grupos
Los cuarenta equipos fueron divididos en ocho grupos de cinco equipos cada uno, siendo la primera ocasión en que los grupos dejaron de ser de cuatro equipos; el vencedor de cada grupo se llevó la copa y el premio monetario del torneo.

### Grupo 1
| Pos. | Equipo            | Pts. | PJ | PG | PE | PP | GF | GC | Dif. |
| ---- | ----------------- | ---- | -- | -- | -- | -- | -- | -- | ---- |
| 1.º  | Rapid Wien        | 7    | 4  | 3  | 1  | 0  | 14 | 4  | 10   |
| 2.º  | Zawisza Bydgoszcz | 4    | 4  | 1  | 2  | 1  | 8  | 4  | 4    |
| 3.º  | Halmstads BK      | 4    | 4  | 2  | 0  | 2  | 3  | 4  | −1   |
| 4.º  | Brøndby IF        | 4    | 4  | 2  | 0  | 2  | 11 | 15 | −4   |
| 5.º  | Yantra            | 1    | 4  | 0  | 1  | 3  | 4  | 13 | −9   |

|     | RAP | ZAW | HAL | BRO | YAN |
| --- | --- | --- | --- | --- | --- |
| RAP |     | -   | 2-0 | -   | 6-0 |
| ZAW | 1-1 |     | -   | 6-1 | -   |
| HAL | -   | 2-1 |     | 0-1 | -   |
| BRO | 3-5 | -   | -   |     | 6-4 |
| YAN | -   | 0-0 | 0-1 | -   |     |

### Grupo 2
| Pos. | Equipo          | Pts. | PJ | PG | PE | PP | GF | GC | Dif. |
| ---- | --------------- | ---- | -- | -- | -- | -- | -- | -- | ---- |
| 1.º  | Trelleborgs FF  | 8    | 4  | 4  | 0  | 0  | 11 | 2  | 9    |
| 2.º  | Saarbrücken     | 6    | 4  | 3  | 0  | 1  | 10 | 5  | 5    |
| 3.º  | Lyngby BK       | 4    | 4  | 2  | 0  | 2  | 9  | 10 | −1   |
| 4.º  | Rapid București | 2    | 4  | 1  | 0  | 3  | 12 | 11 | 1    |
| 5.º  | Korinthos       | 0    | 4  | 0  | 0  | 4  | 2  | 16 | −14  |

|     | TRE | SAA | LYN | RAP | KOR |
| --- | --- | --- | --- | --- | --- |
| TRE |     | 2-0 | 4-2 | -   | -   |
| SAA | -   |     | -   | 3-2 | 3-0 |
| LYN | -   | 1-4 |     | -   | 2-0 |
| RAP | 0-2 | -   | 2-4 |     | -   |
| KOR | 0-3 | -   | -   | 2-8 |     |

### Grupo 3
| Pos. | Equipo         | Pts. | PJ | PG | PE | PP | GF | GC | Dif. |
| ---- | -------------- | ---- | -- | -- | -- | -- | -- | -- | ---- |
| 1.º  | IFK Norrköping | 6    | 4  | 3  | 0  | 1  | 11 | 6  | 5    |
| 2.º  | Lausanne-Sport | 6    | 4  | 3  | 0  | 1  | 11 | 6  | 5    |
| 3.º  | Austria Wien   | 6    | 4  | 3  | 0  | 1  | 7  | 2  | 5    |
| 4.º  | Pogoń Szczecin | 2    | 4  | 1  | 0  | 3  | 5  | 11 | −6   |
| 5.º  | Copenhague     | 0    | 4  | 0  | 0  | 4  | 2  | 11 | −9   |

|     | NOR | LAU | AUS | POG | COP |
| --- | --- | --- | --- | --- | --- |
| NOR |     | -   | -   | 4-1 | 3-0 |
| LAU | 2-4 |     | 2-1 | -   | -   |
| AUS | 3-0 | -   |     | 2-0 | -   |
| POG | -   | 0-4 | -   |     | 4-1 |
| COP | -   | 1-3 | 0-1 | -   |     |

### Grupo 4
| Pos. | Equipo          | Pts. | PJ | PG | PE | PP | GF | GC | Dif. |
| ---- | --------------- | ---- | -- | -- | -- | -- | -- | -- | ---- |
| 1.º  | Malmö FF        | 6    | 4  | 2  | 2  | 0  | 5  | 2  | 3    |
| 2.º  | OB              | 4    | 4  | 2  | 0  | 2  | 9  | 7  | 2    |
| 3.º  | Bayer Uerdingen | 4    | 4  | 2  | 0  | 2  | 6  | 7  | −1   |
| 4.º  | Videoton        | 3    | 4  | 1  | 1  | 2  | 9  | 6  | 3    |
| 5.º  | Dunajská Streda | 3    | 4  | 1  | 1  | 2  | 3  | 10 | −7   |

|     | MAL | OBK | UER | VID | DAC |
| --- | --- | --- | --- | --- | --- |
| MAL |     | -   | 2-1 | 0-0 | -   |
| OBK | 1-3 |     | -   | 3-1 | -   |
| UER | -   | 3-2 |     | -   | 0-2 |
| VID | -   | -   | 1-2 |     | 7-1 |
| DAC | 0-0 | 0-3 | -   | -   |     |

### Grupo 5
| Pos. | Equipo             | Pts. | PJ | PG | PE | PP | GF | GC | Dif. |
| ---- | ------------------ | ---- | -- | -- | -- | -- | -- | -- | ---- |
| 1.º  | Slavia Prague      | 8    | 4  | 4  | 0  | 0  | 11 | 2  | 9    |
| 2.º  | Lokomotive Leipzig | 5    | 4  | 2  | 1  | 1  | 5  | 3  | 2    |
| 3.º  | Aalborg            | 4    | 4  | 2  | 0  | 2  | 6  | 7  | −1   |
| 4.º  | Häcken             | 2    | 4  | 1  | 0  | 3  | 5  | 8  | −3   |
| 5.º  | Maccabi Tel-Aviv   | 1    | 4  | 0  | 1  | 3  | 2  | 9  | −7   |

|     | SLA | LEI | AAL | HAC | MTA |
| --- | --- | --- | --- | --- | --- |
| SLA |     | 2-1 | 3-0 | -   | -   |
| LEI | -   |     | 2-1 | 2-0 | -   |
| AAL | -   | -   |     | 3-1 | 2-1 |
| HAC | 0-3 | -   | -   |     | 4-0 |
| MTA | 1-3 | 0-0 | -   | -   |     |

### Grupo 6
| Pos. | Equipo            | Pts. | PJ | PG | PE | PP | GF | GC | Dif. |
| ---- | ----------------- | ---- | -- | -- | -- | -- | -- | -- | ---- |
| 1.º  | Zürich            | 5    | 4  | 2  | 1  | 1  | 7  | 5  | 2    |
| 2.º  | Slovan Bratislava | 5    | 4  | 2  | 1  | 1  | 8  | 8  | 0    |
| 3.º  | Tirol Innsbruck   | 4    | 4  | 1  | 2  | 1  | 5  | 4  | 1    |
| 4.º  | VfL Bochum        | 4    | 4  | 1  | 2  | 1  | 5  | 5  | 0    |
| 5.º  | Silkeborg IF      | 2    | 4  | 0  | 2  | 2  | 4  | 7  | −3   |

|     | ZUR | SLO | TIR | BOC | SIL |
| --- | --- | --- | --- | --- | --- |
| ZUR |     | -   | 0-2 | -   | 2-0 |
| SLO | 2-4 |     | -   | -   | 2-1 |
| TIR | -   | 2-2 |     | 0-1 | -   |
| BOC | 1-1 | 1-2 | -   |     | -   |
| SIL | -   | -   | 1-1 | 2-2 |     |

### Grupo 7
| Pos. | Equipo           | Pts. | PJ | PG | PE | PP | GF | GC | Dif. |
| ---- | ---------------- | ---- | -- | -- | -- | -- | -- | -- | ---- |
| 1.º  | Young Boys       | 7    | 5  | 3  | 1  | 1  | 9  | 5  | 4    |
| 2.º  | Sigma Olomouc    | 6    | 4  | 3  | 0  | 1  | 5  | 2  | 3    |
| 3.º  | Aarhus           | 4    | 4  | 2  | 0  | 2  | 12 | 6  | 6    |
| 4.º  | Austria Salzburg | 2    | 4  | 1  | 0  | 3  | 3  | 10 | −7   |
| 5.º  | Oțelul Galați    | 1    | 4  | 0  | 1  | 3  | 4  | 10 | −6   |

|     | YOU | SIG | AAR | AUS | OTE |
| --- | --- | --- | --- | --- | --- |
| YOU |     | 1-0 | 3-2 | -   | -   |
| SIG | -   |     | 2-1 | 2-0 | -   |
| AAR | -   | -   |     | 5-1 | 4-0 |
| AUS | 0-2 | -   | -   |     | 2-1 |
| OTE | 3-3 | 0-1 | -   | -   |     |

### Grupo 8
| Pos. | Equipo           | Pts. | PJ | PG | PE | PP | GF | GC | Dif. |
| ---- | ---------------- | ---- | -- | -- | -- | -- | -- | -- | ---- |
| 1.º  | Dinamo Dresde    | 6    | 4  | 2  | 2  | 0  | 4  | 1  | 3    |
| 2.º  | Aarau            | 5    | 4  | 1  | 3  | 0  | 4  | 3  | 1    |
| 3.º  | Wiener SC        | 4    | 4  | 1  | 2  | 1  | 5  | 4  | 1    |
| 4.º  | Iraklis          | 3    | 4  | 1  | 1  | 2  | 5  | 7  | −2   |
| 5.º  | Beitar Jerusalén | 2    | 4  | 0  | 2  | 2  | 3  | 6  | −3   |

|     | DIN | AAR | WSC | IRA | BEI |
| --- | --- | --- | --- | --- | --- |
| DIN |     | -   | 1-0 | -   | 2-0 |
| AAR | 0-0 |     | -   | -   | 2-2 |
| WSC | -   | 1-1 |     | 4-2 | -   |
| IRA | 1-1 | 0-1 | -   |     | -   |
| BEI | -   | -   | 0-0 | 1-2 |     |